# Нарадзакі Сейґо
Нарадзакі Сейґо (яп. 楢﨑 正剛, нар. 15 квітня 1976, Нара) — японський футболіст.

## Виступи за збірну
1998 року дебютував в офіційних матчах у складі національної збірної Японії. Відтоді провів у формі головної команди країни 77 матчів.

## Статистика виступів
| Збірна Японії | Збірна Японії | Збірна Японії |
| Роки          | Ігри          | голи          |
| ------------- | ------------- | ------------- |
| 1998          | 2             | 0             |
| 1999          | 3             | 0             |
| 2000          | 9             | 0             |
| 2001          | 1             | 0             |
| 2002          | 10            | 0             |
| 2003          | 12            | 0             |
| 2004          | 9             | 0             |
| 2005          | 4             | 0             |
| 2006          | 0             | 0             |
| 2007          | 1             | 0             |
| 2008          | 12            | 0             |
| 2009          | 6             | 0             |
| 2010          | 8             | 0             |
| Усього        | 77            | 0             |

## Титули і досягнення
- У складі збірної:
  - Чемпіон Азії: 2004
- Клубні:
  - Чемпіон Японії: 2010
  - Володар Кубка Імператора: 1998, 1999
  - Володар Суперкубка Японії: 2011
- Особисті:
  - у символічній збірній Джей-ліги: 1996, 1998, 2003, 2008, 2010, 2011